# Luterbach (gmina)
Luterbach (gsw. Lutrbach) – miejscowość i gmina (niem. Politische Gemeinde) w Szwajcarii, w kantonie Solura, w jednostce administracyjnej (Amtei) Bucheggberg-Wasseramt, w okręgu Wasseramt. Leży nad rzeką Aare. 

## Demografia
W Luterbachu mieszkają 3 633 osoby. W 2021 roku 21% populacji gminy stanowiły osoby urodzone poza Szwajcarią. 

## Transport
Przez teren gminy przebiegają autostrada A5 oraz droga główna nr 254.